# Parachorius krali
Parachorius krali là một loài bọ cánh cứng trong họ Bọ hung (Scarabaeidae).